# Marcos da Cruz

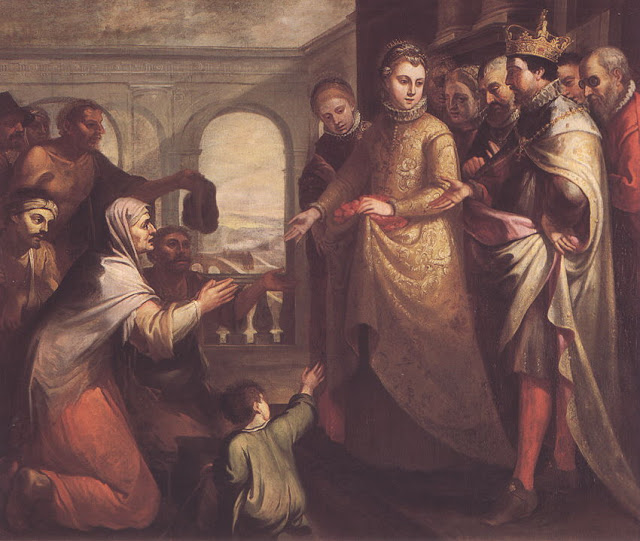
Santa Isabel da Hungria

Marcos da Cruz foi um pintor português nascido ainda durante o domínio filipino, cerca de 1610, provavelmente na cidade de Lisboa.
Foi juiz da Irmandade de São Lucas em 1637, cargo revelador da importância do seu estatuto e do seu labor artístico, sendo assessorado no múnus pelo escrivão António de Sousa Tavares, pelo procurador Manuel da Costa e pelos mordomos Manuel da Costa e Domingos Ferreira. Para a mesma Irmandade volta a surgir como membro da mesa em 1649. Em 1663 ocupa o lugar de escrivão e, finalmente, de eleitor em 1674.
A sua aprendizagem terá sido efectuada no meio tardo-maneirista e naturalista (Simão Rodrigues e André Reinoso respectivamente), evoluindo com rapidez para os valores proto-barrocos com citações ao tenebrismo caravagesco. Vítor Serrão propôs o aprendizado de Marcos da Cruz no atelier de Gabriel da Silva Paz (1623-1689), ou outro dos artistas da família dos Silva Paz, como seja o pai Luís da Silva Paz, “um dos maneiristas retardatários da geração de Simão Rodrigues (fal. 1629) e Domingos Vieira Serrão (fal. 1632)” activo no primeiro quartel de Seiscentos e cuja obra pictórica pereceu.
Além de ter satisfeito encomendas para a Casa Ducal de Bragança, mais tarde Casa Real, executou obra para a alta aristocracia lisboeta, saída da Restauração, bem como para diversas instituições religiosas conventuais, confrarias e irmandades mais poderosas. Na sua oficina formaram-se importantes pintores a óleo da segunda metade do século XVIII (Bento Coelho da Silveira) e também de azulejo (Gabriel del Barco, António Pereira Ravasco e António de Oliveira Bernardes).

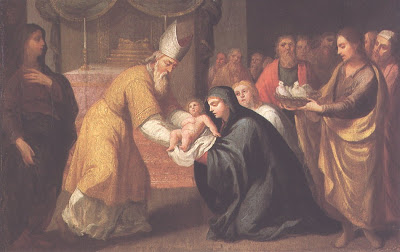
Apresentação no Templo

Da laboriosíssima actividade pictórica do pintor contam-se, entre muitos outros, os programas pictóricos para a Igreja de Nossa Senhora do Vencimento do Convento do Carmo (cerca de 1620-30), Igreja de Nossa Senhora dos Mártires (1639-1648), Igreja de São Nicolau (1652-1660), Igreja de São Bento da Saúde (1656), Igreja de São Paulo (cerca de 1660), Igreja de São Sebastião da Pedreira (cerca de 1670-71), Igreja de Santo Estêvão de Alfama (1674-75), Igreja do Loreto (1676), do Convento de São Francisco da Cidade (1677), da Capela Real e do Convento da Madre de Deus (1675-1680) na cidade de Lisboa. É também da sua autoria as telas das ilhargas da Capela do Senhor Jesus da Boa Sentença, bem como a Capela do Santíssimo, da Sé de Lisboa. No Paço Ducal de Vila Viçosa, no oratório da Duquesa D. Catarina, existem dez quadros dos "Passos da Virgem", da sua autoria, assim assinados: Marcus a Croce fecit.

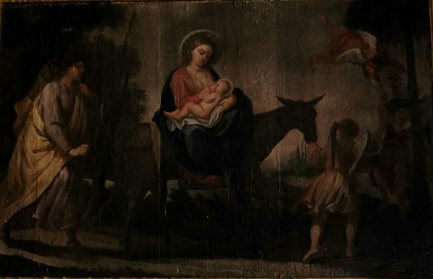
Fuga para o Egipto

A obra de Marcos da Cruz, pelo cromatismo luminoso que incorpora na sua pintura subsidiária ainda do naturalismo-tenebrista, acabou por ser decisiva na incorporação do classicismo barroco na produção pictórica de Bento Coelho da Silveira e de António de Oliveira Bernardes.

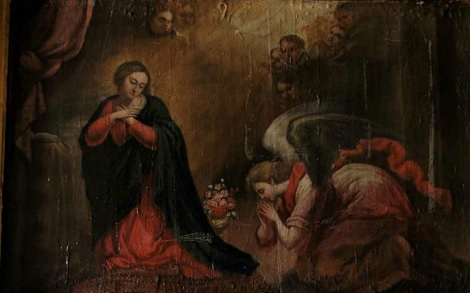
Anunciação

Veio a falecer em Lisboa em 1683, deixando uma herança pictórica devedora dos cânones do Barroco pleno.